# 贾森·布莱克
贾森·布莱克（英語：Jason Blake，1973年9月2日—），美国男子冰球运动员，场上位置是前锋。他曾代表美国国家队参加2006年冬季奥林匹克运动会冰球比赛，获得第8名。